# Tatiana Rentería
Tatiana Rentería, née le 22 décembre 2000 à Cali, est une lutteuse libre colombienne. Elle remporte l'une des médailles de bronze de l'épreuve des -76 kg aux Jeux olympiques d'été de 2024 ainsi que l'une des médailles de bronze en -76 kg aux Championnats du monde 2023. Elle est également médaillée d'or aux en -76 kg aux Jeux bolivariens de 2022.

## Carrière
Tatiana Rentería est née à Cali mais sa famille déménage à Buenaventura pendant son enfance. Issue d'une famille très pauvre, elle travaille dès son adolescence pour aider sa famille. À l'âge de seize ans, elle décide de se consacrer au sport, d'abord à l'haltérophilie mais en l'absence d'entraineur disponible, elle se tourne vers le lutte libre.
Rentería représente la Colombie aux Jeux mondiaux de plage de 2019 où elle remporte la médaille d'or en -70 kg,. En 2020, elle participe au tournoi de qualification olympique panaméricain organisé à Ottawa, au Canada, sans se qualifier pour les Jeux olympiques d'été de 2020. Elle ne réussit pas non plus à se qualifier pour les Jeux lors du tournoi mondial de qualification olympique organisé à Sofia, en Bulgarie.
Aux Championnats du monde des moins de 23 ans 2021, Rentería repart avec la médaille d'argent dans la catégorie des -76 kg,. Elle perd son match pour la médaille de bronze aux Championnats panaméricains 2022,. Elle participe à l'épreuve des -76 kg aux Championnats du monde 2022. Elle remporte son premier match mais est ensuite éliminée par l'Allemande Martina Kuenz (en).
En octobre 2022, Rentería remporte la médaille de bronze en -76 kg aux Jeux sud-américains de 2022. Le même mois, elle remporte la médaille d'or dans sa discipline aux Championnats du monde U23 2022. En novembre 2022, elle remporte la médaille d'or dans son épreuve aux Jeux de plage d'Amérique centrale et des Caraïbes.
Rentería rafle la médaille d'argent dans son épreuve aux Championnats panaméricains 2023. Elle remporte également la médaille d'or dans sa discipline aux Jeux d'Amérique centrale et des Caraïbes de 2023. Rentería remporte l'une des médailles de bronze dans la catégorie des -76 kg aux Championnats du monde 2023. Elle bat la Roumaine Cătălina Axente (en) dans son match pour la médaille de bronze. Rentería obtient également une place pour la Colombie pour les Jeux olympiques d'été de 2024.
Tatiana Rentería remporte la médaille d'argent en -76 kg aux Jeux panaméricains de 2023. En finale, elle perd contre la Cubaine Milaimys Marín. En 2024, elle remporte la médaille d'argent dans son épreuve aux Championnats panaméricains.
Elle est l'une des médaillées de bronze des -76 kg aux Jeux olympiques d'été de 2024. Elle bat l'Équatorienne Génesis Reasco (en) dans son match pour la médaille de bronze.

## Palmarès
| Date                     | Compétition                                       | Lieu                     | Place                    | Catégorie                |
| Répresentant la Colombie | Répresentant la Colombie                          | Répresentant la Colombie | Répresentant la Colombie | Répresentant la Colombie |
| ------------------------ | ------------------------------------------------- | ------------------------ | ------------------------ | ------------------------ |
| 2019                     | Jeux mondiaux de plage                            | Doha                     | 1re                      | -70 kg                   |
| 2021                     | Championnats du monde des moins de 23 ans         | Belgrade                 | 2e                       | -76 kg                   |
| 2022                     | Jeux bolivariens                                  | Valledupar               | 1re                      | -76 kg                   |
| 2022                     | Jeux sud-américains                               | Asunción                 | 3e                       | -76 kg                   |
| 2022                     | Championnats du monde des moins de 23 ans         | Pontevedra               | 1re                      | -76 kg                   |
| 2022                     | Jeux d'Amérique centrale et des Caraïbes de plage | Santa Marta              | 1re                      | +70 kg                   |
| 2023                     | Championnats panaméricains                        | Buenos Aires             | 2e                       | -76 kg                   |
| 2023                     | Jeux d'Amérique centrale et des Caraïbes          | San Salvador             | 1re                      | -76 kg                   |
| 2023                     | Jeux sud-américains de plage                      | Santa Marta              | 1re                      | +70 kg                   |
| 2023                     | Championnats du monde                             | Belgrade                 | 3e                       | -76 kg                   |
| 2023                     | Jeux panaméricains                                | Santiago                 | 2e                       | -76 kg                   |
| 2024                     | Championnats panaméricains                        | Acapulco                 | 2e                       | -76 kg                   |
| 2024                     | Jeux olympiques                                   | Paris                    | 3e                       | -76 kg                   |